# Montara
Montara é uma região censo-designada localizada no estado americano da Califórnia, no Condado de San Mateo. As comunidades próximas incluem Moss Beach e Princeton-by-the-Sea. Possui quase 3 mil habitantes, de acordo com o censo nacional de 2020.

## Geografia
De acordo com o Departamento do Censo dos Estados Unidos, a região tem uma área de 10 km², dos quais todos os 10 km² estão cobertos por terra.

### Localidades na vizinhança
O diagrama seguinte representa as localidades num raio de 16 km ao redor de Montara.

## Demografia

### Censo 2020
Segundo o censo nacional de 2020, a sua população é de 2 833 habitantes e sua densidade populacional de 282,2 hab/km². Houve um decréscimo populacional na última década de -2,6%.
Possui 1 116 residências que resulta em uma densidade de 111,1 residências/km² e uma redução de -4,4% em relação ao censo anterior. Deste total, 4,1% das unidades habitacionais estão desocupadas. A média de ocupação é de 2,6 pessoas por residência.
A renda familiar média é de 93 167 dólares e a taxa de emprego é de 54,5%.

## Marco histórico
Montara possui apenas uma entrada no Registro Nacional de Lugares Históricos, o Point Montara Light Station, designado em 3 de setembro de 1991.